# Valeur de la capacité tampon hydrique

## Valeur de la Capacité Tampon Hydrique (VCTH ou MBV)
La valeur du tampon hydrique ou MBV ("Moisture Buffer Value" en anglais), représente la capacité d'un matériau à échanger de l'humidité avec son environnement. Elle est utilisée, notamment dans le domaine du bâtiment, pour estimer le comportement hygrothermique dynamique du matériau lorsqu'il est exposé à une ambiance intérieure. Elle permet d'avoir une information supplémentaire pour déterminer le confort thermique et plus particulièrement sur la régulation de l'humidité relative ambiante.
La MBV s'exprime en kg/(m2⋅%HR) et indique la quantité moyenne eau qui est échangée par sorption ou désorption lorsque les surfaces du matériau sont soumises à des variations humidité relative sur un temps donné. Il faut distinguer la MBV idéale, calculable, qui néglige la résistance de la lame d'air à la surface et la MBV réelle, ou expérimentale, obtenue par l'expérience et prenant en compte la résistance due à la lame d'air en contact avec la surface du matériau.
La description théorique de la capacité tampon hydrique d'un matériau est l'effusivité hydrique, par analogie avec les transferts de chaleur et l'effusivité thermique. Cette effusivité hydrique : bm, s'exprime en kg m−2 Pa−1 s−1/2) et décrit la capacité d'un matériau à absorber ou à libérer de l'humidité.

## Principe de l'essai
A ce jour il n'existe pas encore de norme pour cet essai, mais le projet NORDTEST propose un protocole d'essai standardisé.
Les éprouvettes, sont scellées sur toutes les faces sauf une ou deux, de sorte que la surface exposée soit d'au moins 0,01 m2 et que l'épaisseur soit supérieure à la profondeur de pénétration pour les variations quotidiennes d'humidité.
Elles sont placées dans une enceinte climatique, à une température constante de 23 °C et sont soumises à des cycles d'humidité relative variant de 33%HR pendant 16 heures à 75%HR pendant 8 heures. Un cycle a donc une période de 24 heures. D'autres conditions d'humidité relative sont également proposées : 33/54%HR ; 54/75%HR ; 75/93%HR.
Ces valeurs ont été choisies pour représenter les conditions réelles d'utilisation de certains locaux à occupation discontinue, tels que les chambres et les bureaux par exemple ; mais aussi pour des raisons pratiques permettant à l'opérateur de l'essai de réaliser les mesures pendant ses heures de travail.
La masse des éprouvettes est mesurée a minima avant tout changement de consigne. La MBV peut être déterminé une fois que les différences entre les mesures de masses sont stabilisées sur plusieurs cycles (variation inférieure à 5%).
Les MBV de sorption et de désorption s'obtiennent par le calcul suivant :
{\displaystyle MBV={\Delta m \over \ A(HR_{haute}-HR_{basse})}}
où :
- m est la masse du matériau en [kg] ou en [g].
- A est la surface exposée de l'éprouvette en [m2].
- HRhaute et HRbasse sont les valeurs humidité relative hautes et basses en [%].

La MBV d'un matériau s'obtient en moyennant les MBV de sorption et de désorption des trois derniers cycles stabilisés. Sur le dernier cycle, il est proposé de mesurer cinq fois la masse des éprouvettes durant la phase de 8 heures de forte humidité relative.

## Exemple de résultats
Dans le cadre du projet NORDTEST, quelques matériaux de construction ont été testés par plusieurs établissements, possédant du matériel différent, dans le but d'observer s'il est possible d'obtenir des résultats similaires quels que soient l'opérateur et le matériel.
Les matériaux testés sont les suivants :
| Matériau                            | MBV minimum [g/(m2 %HR)] | MBV intermédiaire [g/(m2 %HR)] | MBV maximum [g/(m2 %HR)] |
| ----------------------------------- | ------------------------ | ------------------------------ | ------------------------ |
| Bois d'épicéa                       | 1,12                     | 1,15                           | 1,22                     |
| Béton                               | 0,35                     | 0,37                           | 0,42                     |
| Plaque de plâtre                    | 0,57                     | 0,65                           | 0,69                     |
| Bois contreplaqué avec vernis       | 0,39                     | 0,46                           | 0,54                     |
| Béton de granulats légers avec stuc | 0,72                     | 0,72                           | 0,81                     |
| Béton cellulaire                    | 0,96                     | 1,05                           | 1,11                     |
| Brique de terre cuite               | 0,35                     | 0,39                           | 0,69                     |
| Bois de bouleau                     | 0,61                     | 0,91                           | 1,03                     |

Le protocole NORDTEST propose également une échelle permettant d'interpréter les résultats en classant les valeurs suivant cinq niveaux :
| MBV expérimentale | Minimum du niveau     | Maximum du niveau     |
| MBV expérimentale | [g/(m2 %HR)] à 8h/16h | [g/(m2 %HR)] à 8h/16h |
| ----------------- | --------------------- | --------------------- |
| Négligeable       | 0                     | 0,2                   |
| Limitée           | 0,2                   | 0,5                   |
| Moyenne           | 0,5                   | 1                     |
| Bonne             | 1                     | 2                     |
| Excellente        | 2                     | >2                    |